# Décès en 1389
Décès
- 1385
- 1386
- 1387
- 1388
- 1389
- 1390
- 1391
- 1392
- 1393

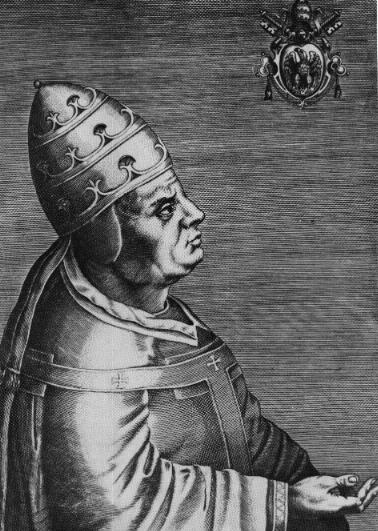
Urbain VI, mort en 1389.

Cette page dresse une liste de personnalités mortes au cours de l'année 1389 :
- 12 janvier : Jean IV T'Serclaes, évêque de Cambrai.
- 18 janvier : Luca Rodolfucci de Gentili,  dit le cardinal de Nocera, cardinal italien.
- 13 février : Marguerite de Ravensberg, comtesse de Ravensberg et comtesse de Berg.
- 14 février : Gérard du Puy, cardinal-prêtre avec le titre de Saint-Clément.
- 20 février : Ghiyâs ud-Dîn II Tughlûq, sultan de Delhi de la dynastie des Tughlûq.
- 2 mars : Guillaume de Lestrange, évêque de Carpentras puis archevêque de Rouen.
- 8 mars : Arnould de Hornes, né Arnold van Horne, évêque d'Utrecht, élu prince-évêque de Liège.
- 15 mars : Guillaume III de Hainaut, ou Guillaume de Wittelsbach, dit l'Insensé, duc de Bavière-Straubing (Guillaume Ier), comte de Hollande, de Zélande (Guillaume V) et de Hainaut (Guillaume III).
- 19 mai : Dimitri IV Donskoï, grand-prince de Moscou, grand prince de Vladimir et considéré par l'Église orthodoxe russe comme saint.
- 22 mai : Filippo Carafa della Serra, dit le cardinal de Naples, cardinal italien.
- 15 juin : Mourad Ier,  3e sultan ottoman.
- 22 juin : Giovanni Dondi, ou  Giovanni Dondi dell'Orologio, médecin, astronome, philosophe, poète, horloger et universitaire italien qui enseigne à l'université de Padoue.
- 28 juin[1] : 
  - Lazar Hrebeljanović, souverain serbe de la dynastie des Lazarević.
  - Miloš Obilić, chevalier serbe de la principauté de Zeta (actuel Monténégro).
- 6 juillet[2] : Jeanne d'Eu, comtesse d'Étampes.
- 23 juillet : Gugilemo di Capua,  dit le cardinal de Salerne ou d'Altavilla, cardinal italien.
- 29 juillet : Niccolò Caracciolo Moschino, dit le cardinal de S. Cyriaque, cardinal italien.
- 10 août : Pierre Amielh de Brenac, ou Amiel de Sarcenas et de Grâce, dit le cardinal d'Embrun, cardinal non-français.
- 12 août : Isabella, noble écossaise, comtesse de Fife.
- 5 septembre : Michael de la Pole, 1er comte de Suffolk, financier anglais et Lord chancelier d’Angleterre.
- 11 septembre : Pimène, primat de l'Église orthodoxe russe.
- 15 octobre : Urbain VI (Bartolemeo Prignano), 202e pape de l'Église catholique romaine.
- 31 décembre : Chang, 33e roi de Goryeo.

- Jean Béthisac, conseiller et favori de Jean Ier de Berry.
- Cuvelier, trouvère et ménestrel.
- Yakub Çelebi, Mourad Ier.
- Alexandre Ier d'Iméréthie, duc de Choropan et eristavi (« gouverneur ») d'Iméréthie de 1372 à 1387, puis roi auto-proclamé d'Iméréthie.
- Pierre d'Orgemont, avocat au Parlement de Paris, maitre clerc, puis premier président.
- Guido III da Polenta, homme politique italien.
- Jean de Marville, sculpteur français.
- Olivier de Mauny, seigneur de Lesnen et chevalier.
- Hâfiz de Shirâz, poète persan.
- U, 32e roi de Goryeo.
- Hayam Wuruk, dont le nom de règne est Rajasanagara, est le plus connu des rois de Majapahit, un royaume de l'est de Java en Indonésie.

## Crédit d'auteurs
- Cet article est partiellement ou en totalité issu de l'article intitulé « 1389 » (voir la liste des auteurs).